# Cribrus micmac
Cribrus micmac är en insektsart som beskrevs av Hamilton. Cribrus micmac ingår i släktet Cribrus och familjen dvärgstritar. Inga underarter finns listade i Catalogue of Life.